# Lillträsk
Lillträsk är en sjö i Gotlands kommun i Gotland och ingår i Gothemån-Snoderåns kustområde. Sjön har en area på 0,0861 kvadratkilometer och ligger 2,2 meter över havet.

## Delavrinningsområde
Lillträsk ingår i det delavrinningsområde (642296-169015) som SMHI kallar för Vid mätstation Hauträsk Nedre. Medelhöjden är 17 meter över havet och ytan är 7,38 kvadratkilometer. Det finns inga delavrinningsområden uppströms utan avrinningsområdet är högsta punkten. Delavrinningsområdets utflöde mynnar i havet. Delavrinningsområdet består mestadels av skog (55 %) och öppen mark (25 %). Avrinningsområdet har 1 kvadratkilometer vattenytor vilket ger avrinningsområdet en sjöprocent på 13,6 %.